# Silver Endeavour
El Silver Endeavour (anteriormente llamado Crystal Endeavor) es un crucero operado por Silversea Cruises, filial de Royal Caribbean Group. Construido originalmente para Crystal Cruises por MV Werften en Stralsund, Alemania, se inició en 2018 y se completó en junio de 2021. Es el yate de expedición de clase de hielo más grande del mundo, con una calificación de Clase Polar de PC6.